# Maria Anzbach
Maria Anzbach é um município da Áustria localizado no distrito de St. Pölten, no estado de Baixa Áustria.